# Odvod produkta
Odvòd prodúkta je v infinitezimalnem računu pravilo s katerim se poišče odvod produkta dveh ali več funkcij. Lahko se poda s formulo::435:354
{\displaystyle (f(x)\cdot g(x))'=f'(x)\cdot g(x)+f(x)\cdot g'(x)\,\!,}
ali z Leibnizevim zapisom:
{\displaystyle {\dfrac {\mathrm {d} }{\mathrm {d} x}}(u\cdot v)=u\cdot {\dfrac {\mathrm {d} v}{\mathrm {d} x}}+v\cdot {\dfrac {\mathrm {d} u}{\mathrm {d} x}}\!\,.}
V zapisu z diferenciali se lahko pravilo zapiše kot:
{\displaystyle \mathrm {d} (uv)=u\,\mathrm {d} v+v\,\mathrm {d} u\!\,.}
Odvod produkta treh funkcij je enak:
{\displaystyle (f(x)\cdot g(x)\cdot h(x))'=f(x)\cdot g(x)\cdot h'(x)+f(x)\cdot g'(x)\cdot h(x)+f'(x)\cdot g(x)\cdot h(x)\!\,.}
V Leibnitzevem zapisu je odvod produkta treh funkcij (kar se ne sme zamenjevati z Eulerjevim pravilom trojnega produkta):
{\displaystyle {\dfrac {\mathrm {d} }{\mathrm {d} x}}(u\cdot v\cdot w)={\dfrac {\mathrm {d} u}{\mathrm {d} x}}\cdot v\cdot w+u\cdot {\dfrac {\mathrm {d} v}{\mathrm {d} x}}\cdot w+u\cdot v\cdot {\dfrac {\mathrm {d} w}{\mathrm {d} x}}\!\,,}
ali zapisano z diferenciali:
{\displaystyle \mathrm {d} (uvw)=vw\,\mathrm {d} u+uw\,\mathrm {d} v+uv\,\mathrm {d} w\!\,,}

## Odkritje
Odkritje pravila se pripisuje Gottfriedu Wilhelmu Leibnizu, ki ga je prikazal v uporabi diferencialov. Child (2008) navaja, da ga je odkril Isaac Barrow. Leibnizev argument je naslednji: naj sta u(x) in v(x) dve odvedljivi funkciji x. Potem je diferencial uv enak:
{\displaystyle {\begin{aligned}\mathrm {d} (u\cdot v)&{}=(u+\mathrm {d} u)\cdot (v+\mathrm {d} v)-u\cdot v\\&{}=u\cdot \mathrm {d} v+v\cdot \mathrm {d} u+\mathrm {d} u\cdot \mathrm {d} v\!\,.\end{aligned}}}
Ker je člen du·dv »nepomemben« (v primerjavi z du in dv), je Leibniz zaključil, da velja:
{\displaystyle \mathrm {d} (u\cdot v)=v\cdot \mathrm {d} u+u\cdot \mathrm {d} v\!\,}
in to je res diferencialna oblika odvoda produkta. Če se izraz deli z diferencialom dx, izhaja:
{\displaystyle {\frac {\mathrm {d} }{\mathrm {d} x}}(u\cdot v)=v\cdot {\frac {\mathrm {d} u}{\mathrm {d} x}}+u\cdot {\frac {\mathrm {d} v}{\mathrm {d} x}}\!\,,}
kar se lahko zapiše tudi z Lagrangeevim zapisom kot:
{\displaystyle (u\cdot v)'=v\cdot u'+u\cdot v'\!\,.}

## Zgledi
- išče se odvod:

{\displaystyle f(x)=x^{2}\sin x\!\,.}
Z uporabo odvoda produkta je odvod enak:
{\displaystyle f'(x)=2x\sin x+x^{2}\cos x\!\,,}
ker je odvod x2 enak 2x, odvod sin x cos x.
- poseben primer odvoda produkta je konstantno mnogokratno pravilo, ki pravi, če je c realno število in ƒ(x) odvedljiva funkcija, je cƒ(x) tudi odvedljiva, njen dvod pa je enak:

{\displaystyle (cf)'(x)=cf'(x)\!\,.}
To izhaja iz odvoda produkta, ker je odvod konstante enak nič. To skupaj z odvodom vsote kaže, da je odvajanje linearno.
- pravilo o integracije po delih se izpelje iz odvoda produkta kot (šibka različica) odvoda kvocienta. (Je »šibka« različica zaradi tega, ker ne dokazuje, da je kvocient odvedljiv, ampak pravi le, kakšen je njegov odvod, če je odvedljiv.)